# Žárlivost

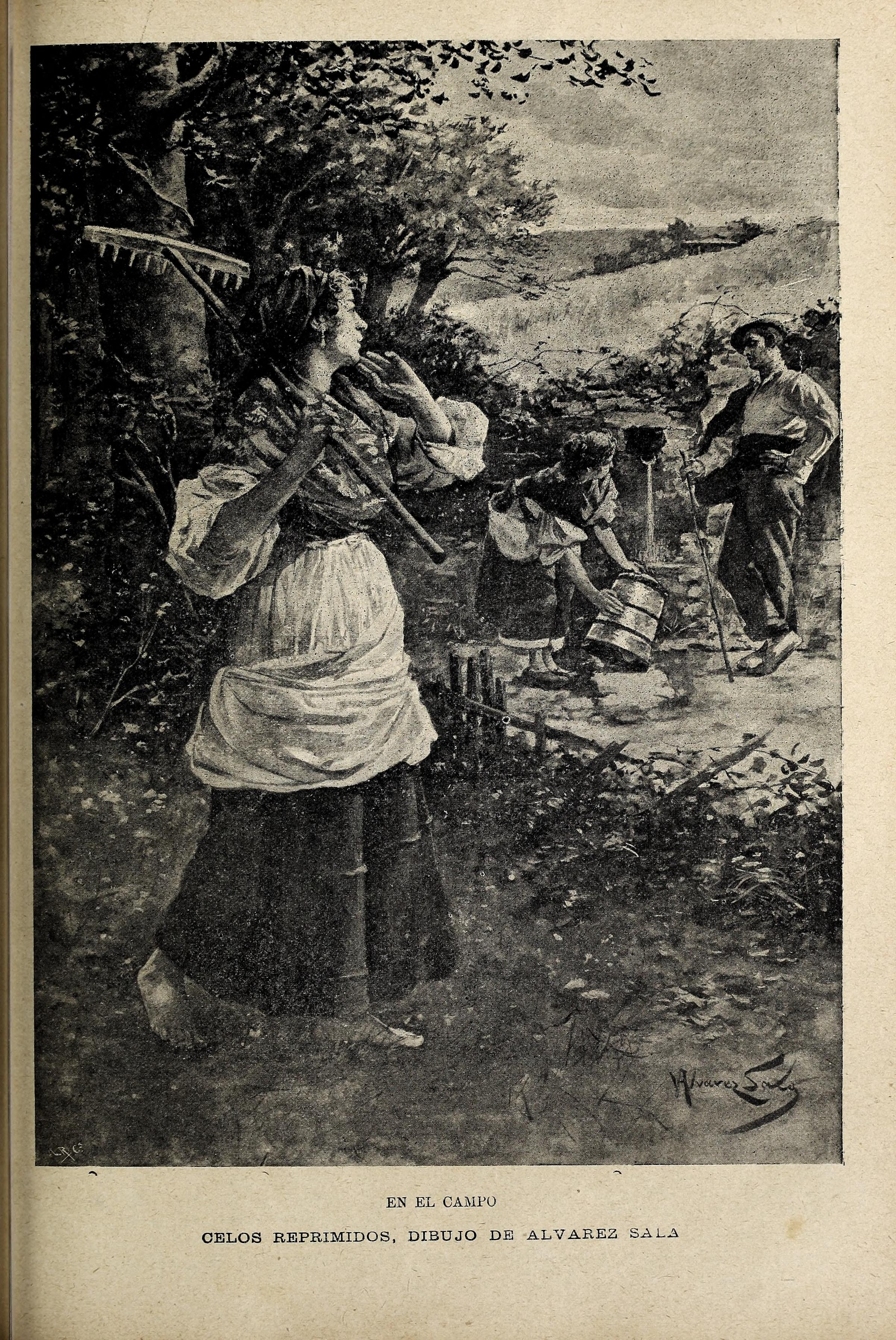
Žárlivost

Žárlivost (latinsky Zelotypia) je jedna z lidských emocí, charakterizovaná nadměrným ulpíváním na určité osobě a zvýšenou obavou o její ztrátu. Jedná se o komplex negativních emocí, hněvu, pocitu méněcennosti či depresí. Zjednodušeně lze charakterizovat žárlivost jako pocit vlastní nedostatečnosti. Definice praví, že žárlivost je strach ze ztráty lásky.
Jde o jeden z nejsilnějších, nejdestruktivnějších a nejbolestivějších pocitů. Často bývá pokládán za míru lásky, kterou cítí jedna osoba k druhé; naopak, její nedostatek je někdy chápán jako příznak lhostejnosti. V žádném případě o projev lásky nejde.
Slovo pochází z francouzského jalousie [žaluzi]. S žárlivostí a závistí si často spojujeme zelenou barvu. (Např. zezelenal závistí).
Žárlivost je vyvolaná představou partnerova vztahu s někým jiným, přičemž podněty pro její vznik se liší podle pohlaví (Buss, 1996). Ženy žárlí častěji kvůli emocionální pozornosti partnera, mužům se více příčí sdílení partnerčiny sexuální pozornosti.
Žárlivost je v mezilidských vztazích běžný jev. Můžeme ji pozorovat již u pětiměsíčních dětí. Některé prameny tvrdí, že se žárlivost objevuje v každé kultuře, jiné prameny zastávají názor, že je to kulturně-specifický fenomén.
Žárlivost a její dopady byly tématem mnoha románů, písní, básní, filmů a jiných uměleckých děl. Stala se rovněž objektem zájmu vědců. Psychologové popsali některé faktory, které vedou k jejímu vzniku. Sociologové ukázali, že kulturní hodnoty hrají důležitou roli nejen v ukazatelích, které spouští žárlivost, ale rovněž v našich představách o jejích sociálně přípustných projevech. Biologové poukázali na faktory, které mohou žárlivost nevědomě ovlivnit.
U jedinců s poruchou sebehodnocení může žárlivost za určitých okolností nabýt charakteru patologického jevu, projevujícího se situační nepřiměřeností nebo přílišnou intenzitou emocí, tzv. chorobná žárlivost. Může nabýt povahy bludu (tzv. emulační blud).
Jestliže připustíme hněv a méněcennost jako příčinu žárlivosti, je potřeba zjistit zdroj těchto příčin. Je-li jedna osoba žárlivá, může být příčinou hněv osoby jiné, ale těžko lze vnímat méněcennost této druhé osoby. Méněcennost může cítit jedinec pouze jako vlastní. Pokud se tedy cítíme méněcenní, je to pravděpodobně na základě hněvu druhé osoby s podtextem vlastní pokory a přesvědčení, že východiskem není „jak se do lesa volá, tak se z lesa ozývá“ a snahou o urovnání problémů. Důležitou roli hraje i orientace hněvu. A orientace v osobní rovině citů je nejzákeřnější. Jde-li o žárlivost mezi mužem a ženou, tedy o strach ztráty partnera, může do hry vstupovat ještě povyšování se nad svého partnera různou formou psychologických nátlaků, což může u druhého vyvolávat pocity zdrženlivosti, vyhýbavosti, nedůvěry… pramenící v žárlivosti.